# Foston (Lincolnshire)
Foston – wieś w Anglii, w hrabstwie Lincolnshire, w dystrykcie South Kesteven. Leży 31 km na południowy zachód od Lincoln i 169 km na północ od Londynu.